# Zygolophodon tapiroides
Espèce
Zygolophodon tapiroides est une espèce éteinte de proboscidiens de la famille des Mammutidae qui a vécu en Europe durant le Pliocène, il y a à peu près 3 millions d’années.